# Don Read
Donald Bert Read (Los Angeles, Kalifornia, 1933. december 15. – 2024. január 3.) amerikai amerikaifutball-játékos és -edző, valamint sportügyvivő. A Portland State Vikings, az Oregon Ducks, az Oregon Tech Hustlin’ Owls, valamint a Montana Grizzlies amerikaifutball-vezetőedzője, illetve utóbbi egyesület atlétikai igazgatója volt.

## Tanulmányai
Társadalomtudományi mesterdiplomáját 1962-ben szerezte a Sacramentói Állami Egyetemen.

## Pályafutása
1968 és 1971, valamint 1981 és 1985 között a Portland State Vikingsnél 39–52–1-es eredményt ért el. 1972–1973-ban Dick Enright alatt az Oregon Ducks quarterbackjeinek és receivereinek edzője, majd 1974 és 1976 között a csapat vezetőedzője volt. Legnagyobb sikereit a Montana Grizzliesnél érte el 1995-ben, pályafutása utolsó évében. Később Corvallisbe költözött, és az Oregon State Beavers toborzója lett.

## Eredményei vezetőedzőként
| Év                                                   | Eredmény                                | Eredmény                                | Helyezés                                | Továbbjutás                             |
| Év                                                   | Összesített                             | Konferencia                             | Helyezés                                | Továbbjutás                             |
| Portland State Vikings (NCAA független)              | Portland State Vikings (NCAA független) | Portland State Vikings (NCAA független) | Portland State Vikings (NCAA független) | Portland State Vikings (NCAA független) |
| ---------------------------------------------------- | --------------------------------------- | --------------------------------------- | --------------------------------------- | --------------------------------------- |
| 1968                                                 | 4–6                                     | –                                       | –                                       | –                                       |
| 1969                                                 | 6–4                                     | –                                       | –                                       | –                                       |
| 1970                                                 | 6–4                                     | –                                       | –                                       | –                                       |
| 1971                                                 | 4–5                                     | –                                       | –                                       | –                                       |
| Oregon Ducks (Pacific-8 Conference)                  |                                         |                                         |                                         |                                         |
| 1974                                                 | 2–9                                     | 0–7                                     | 8.                                      | –                                       |
| 1975                                                 | 3–8                                     | 2–5                                     | 6.                                      | –                                       |
| 1976                                                 | 4–7                                     | 1–6                                     | T–7.                                    |                                         |
| Oregon:                                              | 9–24                                    | 3–18                                    | –                                       | –                                       |
| Oregon Tech Hustlin’ Owls (Evergreen Conference)     |                                         |                                         |                                         |                                         |
| 1977                                                 | 2–7                                     | 1–5                                     | T–6.                                    | –                                       |
| 1978                                                 | 5–4                                     | 3–3                                     | T–3                                     | –                                       |
| 1979                                                 | 7–2                                     | 3–2                                     | T–2.                                    | –                                       |
| 1980                                                 | 7–2                                     | 4–1                                     | T–1.                                    | –                                       |
| Oregon Tech:                                         | 22–14                                   | 11–11                                   | –                                       | –                                       |
| Portland State Vikings (NCAA független)              |                                         |                                         |                                         |                                         |
| 1981                                                 | 2–9                                     | –                                       | –                                       | –                                       |
| Portland State Vikings (Western Football Conference) |                                         |                                         |                                         |                                         |
| 1982                                                 | 2–9                                     | 0–4                                     | 5.                                      | –                                       |
| 1983                                                 | 3–7                                     | 1–2                                     | T–3.                                    | –                                       |
| 1984                                                 | 8–3                                     | 3–0                                     | 1.                                      | –                                       |
| 1985                                                 | 4–5–1                                   | 2–2–1                                   | 3.                                      | –                                       |
| Portland State:                                      | 39–51–1                                 | 6–8–1                                   | –                                       | –                                       |
| Montana Grizzlies (Big Sky Conference)               |                                         |                                         |                                         |                                         |
| 1986                                                 | 6–4                                     | 4–4                                     | 4.                                      | –                                       |
| 1987                                                 | 6–5                                     | 5–3                                     | 3.                                      | –                                       |
| 1988                                                 | 8–4                                     | 6–2                                     | 2.                                      | NCAA első kör                           |
| 1989                                                 | 11–3                                    | 7–1                                     | 2.                                      | NCAA elődöntő                           |
| 1990                                                 | 7–4                                     | 4–4                                     | 4.                                      | –                                       |
| 1991                                                 | 7–4                                     | 6–2                                     | T–2.                                    | –                                       |
| 1992                                                 | 6–5                                     | 4–3                                     | T–3.                                    | –                                       |
| 1993                                                 | 10–2                                    | 7–0                                     | 1.                                      | NCAA első kör                           |
| 1994                                                 | 11–3                                    | 5–2                                     | T–2.                                    | NCAA elődöntő                           |
| 1995                                                 | 13–2                                    | 6–1                                     | 1.                                      | NCAA bajnokság                          |
| Montana:                                             | 85–36                                   | 54–22                                   | –                                       | –                                       |
| Összesen:                                            | 155–126–1                               | –                                       | –                                       | –                                       |
| Jelmagyarázat: Országos bajnok Konferenciabajnok     |                                         |                                         |                                         |                                         |

## Fordítás
- Ez a szócikk részben vagy egészben  a   Don Read című angol Wikipédia-szócikk ezen változatának fordításán alapul.  Az eredeti cikk szerkesztőit annak laptörténete sorolja fel. Ez a jelzés csupán a megfogalmazás eredetét és a szerzői jogokat jelzi, nem szolgál a cikkben szereplő információk forrásmegjelöléseként.